# WCW Backstage Assault
Pour les articles homonymes, voir Backstage (homonymie).
WCW Backstage Assault est un jeu vidéo de catch professionnel développé par Electronic Arts.  Il s'agit du dernier jeu vidéo de la World Championship Wrestling à être commercialiser avant le rachat de la fédération par la World Wrestling Federation. Le jeu comprend les commentaires de Tony Schiavone (en) et Bobby « The Brain » Heenan.

## Système de jeu
Backstage Assault contient une cinquantaine de personnages jouables. Il comprend trois niveaux de difficulté : WCW Hardcore Championship (facile), WCW United States Championship (moyen) et WCW World Championship (difficile).
Il s'agit d'un jeu très différent des autres jeux du même genre. N'importe quel jeu de catch comprend des zones en coulisses — comme dans la série des SmackDown! ou de son prédécesseur, WCW Mayhem — en option. Backstage Assault changeait totalement le concept en retirant le ring et plaçant toute l'action dans les coulisses. Les lieux incluent : espace des camions, espace de chargement, salle de réapprovisionnement, salle de chauffage, vestiaire, parking, salle des médias, salle d'exercice, et salle de bain (homme et femme).
Le jeu se focalise principalement sur le « hardcore challenge ». Il consiste à gagner des matchs aléatoires contre des adversaires jusqu'à défier le champion. Tout au long du jeu, les joueurs peuvent débloquer des catcheurs, arènes, et prises à utiliser dans le mode Create-a-Superstar. À l'inverse de la plupart des autres jeux qui comprennent un mode titre, le joueur ne peut défendre son championnat après l'avoir remporté.

## Accueil
Backstage Assault a été négativement accueilli par l'ensemble des critiques et rédactions. Metacritic lui attribue une note de 40 % sur un total de 14 critiques. David Smith, du site IGN lui attribue un 2 sur 10 et note « en l'espérant, WCW coulera et nous n'aurons pas à faire à ce type de jeu. » ; il note également la présence d'« un mode multijoueur déplorable, une faible présentation, et de mauvais graphismes. » Beaucoup[Qui ?] trouvaient un comble d'avoir un jeu de catch sans ring. Les graphiques sont moins bons que son prédécesseur, Mayhem, et aussi les personnages les plus populaires et importants du jeu ont besoin d'être débloqués.
Le jeu n'aurait normalement pas dû comprendre Kevin Nash qui a quitté la fédération pour rejoindre la WWF. De plus, ce jeu aurait dû avoir un successeur avec la suite de Mayhem prévu de sortir sur PlayStation 2 en 2001 mais le projet était abandonné à la suite du rachat de la WCW par la WWF. Le jeu a cependant été noté pour comprendre un mode « Create-a-Superstar » plus poussé que Mayhem.